# Aqil Abbas
Aqil Abbas est un homme politique azerbaïdjanais, membre des IIIe, IVe, Ve et VIe législatures de l'Assemblée nationale d'Azerbaïdjan.

## Biographie
Agil Abbas est né 1953 dans le village de Kolani de la région d'Agjabadi. Il est diplômé de la faculté de philologie de l'Université d'État de Bakou. Il est l'auteur de 14 livres. Il parle russe.

### Carrière
Il est membre de la commission de sécurité et de défense de l'Assemblée nationale. Il est membre de groupes de travail sur les relations avec les parlements d'Albanie, du Mexique et de Turquie.

### Famille
Aqil Abbas est marié et a deux enfants.

## Prix
- Ordre de la Gloire[2]
- Ordre pour le service à la Patrie